# محمد المليكشي
محمد المليكشي أو أبو عبد الله محمد بن عمر بن علي بن محمد بن إبراهيم المليكشي البجائي الزواوي هو رجل دين سني مالكي أشعري قادري من جرجرة في الجزائر بشمال أفريقيا · .

## النشأة
محمد المليكشي البجائي الزواوي هو فقيه مالكي زواوي جزائري ولد في بجاية نحو سنة 1271م الموافق لعام 669هـ.
وتنحدر أسرة المليكشي، التي اشتهرت بالعلم والفقه والجاه، من منطقة بني مليكش جنوب غرب مدينة بجاية أين يستقر العرش الأمازيغي المسمى آث مليكش ضمن منطقة القبائل في زواوة.
ويُعرَف بكونه الإمام العالم المحقق، أبو عبد الله محمد بن عمر بن علي بن محمد بن إبراهيم المشدالي البجائي، وقد أثر في قريبه العلامة «حسن المليكشي».

## الترجمة
محمد بن عمر بن علي بن محمد بن إبراهيم، عرف بابن عمر المليكشي ثم التونسي الجزائري.
قال الحضرمي عنه في مشيخته: 

## شيوخه
أخذ سيدي محمد المليكشي العلوم المختلفة عن عديد من العلماء من بينهم رضي الدين الطبري في مكة المكرمة، «السِّراج محمد بن طراد» قاضي المدينة المنورة وخطيبها، و«أبي محمد الدلاصي» شيخ الإقراء في مكة المكرمة، وغيرهم.

## تلاميذه
أخذ العلم عن سيدي أبي عبد الله المليكشي عديد من الفضلاء من بينهم «الحضرمي»، و«خالد بن عيسى البلوي» المتوفى في 767هـ (1365م).

## شعره
نظم سيدي أبو عبد الله المليكشي شعرا رائقا منه:
ومنه هذه الأبيات:
ومنه أيضا هذه الأبيات الأخرى:

## وفاته
كانت وفاة سيدي أبو عبد الله المليكشي في سنة 1339م، الموافق ليوم 1 محرم 740هـ.
وكانت وفاته في تونس أين تم دفنه في إحدى مقابرها.

## قال عنه العلماء
- قال عنه أحمد بابا التمبكتي في كتاب نيل الابتهاج بتطريز الديباج:[1]

- قال عنه محمد مخلوف في كتاب شجرة النور الزكية في طبقات المالكية:[4]

- قال عنه خير الدين الزركلي في كتاب الأعلام للزركلي:[11]

- قال عنه ابن حجر العسقلاني في كتاب الدرر الكامنة في أعيان المائة الثامنة:[13]

- قال عنه «زهير ظاظا» في كتاب «ترتيب الأعلام على الأعوام»:[14]

- قال عنه «محمد بن الغزي» في كتاب «ديوان الإسلام»:[16]

- قال عنه أحمد المقري التلمساني في كتاب نفح الطيب من غصن الأندلس الرطيب:[18]

- قال عنه لسان الدين بن الخطيب في كتاب الإحاطة في أخبار غرناطة:[20]